# Strage di Peshawar
La strage alla Scuola Pubblica Militare di Peshawar è stato un attacco terroristico avvenuto il 16 dicembre 2014 a Peshawar, in Pakistan.
Sei uomini armati appartenenti ai Tehrik-i-Taliban Pakistan sono entrati nella Scuola Pubblica Militare della città pakistana di Peshawar e ha iniziato ad attaccare il personale scolastico e gli studenti, uccidendo 145 persone, di cui 132 erano bambini o adolescenti di età compresa tra 10 e 18 anni. Almeno 130 persone sono state ferite e trasportate in ospedale. Le operazioni di messa in sicurezza dell'edificio da parte delle forze militari speciali è durata circa 8 ore ed ha permesso di salvare oltre 960 persone, evacuando la maggior parte dei 500 studenti. L'operazione si è conclusa la sera stessa con l'uccisione dei sei terroristi.
Si tratta dell'attacco terroristico con il maggior numero di morti mai avvenuto in Pakistan. Secondo quanto riportato da diverse agenzie di stampa, la tragedia dell'attacco è stata molto simile a quella usata per la strage di Beslan, avvenuta nel 2004 nella regione dell'Ossezia Settentrionale-Alania della Russia.

## La scuola
La Scuola Pubblica Militare si trova vicino al quartiere Cantonment di Peshawar, ed è parte dell'Army Public Schools & Colleges System che gestisce 146 scuole in tutto il Pakistan.

## L'attacco
L'attacco è cominciato verso le 11:00 (UTC+5), quando sette uomini armati imbottiti di esplosivo, vestiti con le uniformi del Frontier Corps, la polizia di frontiera pakistana, hanno fatto irruzione nella scuola scalando le mura che nel retro la separano da un cimitero. Prima di entrare nell'edificio gli uomini armati hanno incendiato dei veicoli, poi hanno sequestrato decine di persone all'interno dell'auditorium della scuola, dove erano riuniti i bambini per un'assemblea. Qui, uno dei membri si è fatto esplodere causando numerosi morti, mentre gli altri giravano classe per classe freddando diverse persone con un solo colpo alla testa.
Un sopravvissuto, intervistato dalla rete televisiva statunitense NBC, racconta che gli assalitori hanno dato fuoco ad un insegnante cospargendolo di benzina e costringendo gli alunni a vederlo morire bruciato. La messa in sicurezza della scuola è stata rallentata per via di 12 ordigni esplosivi improvvisati piazzati dagli uomini armati. Le forze di sicurezza, sono poi comunque riuscite ad entrare nella scuola, uccidendo i sei uomini armati ancora in vita.

## Responsabilità
Il portavoce dei Tehrik-e-Taliban, Mohammad Omar Khorasani, ha rivendicato l'attacco dicendo che era una vendetta per l'Operazione Zarb-e-Azb, l'offensiva dell'esercito pakistano nel Waziristan del Nord iniziata nell'estate del 2014. Egli ha dichiarato che i Tehrik-e-Taliban hanno voluto compiere questo gesto estremo per colpire i militari per far sì che provassero lo stesso dolore che hanno provato quando l'esercito colpì le loro famiglie, così come anche per vendicare i membri dell'associazione catturati dai militari, uccisi e gettati in strada. Khorasani ha detto che gli uomini armati all'interno della scuola agivano secondo le istruzioni che gli venivano fornite, tra cui quella di non colpire bambini piccoli.
ARY

## Reazioni
(Malala Yousafzai, premio Nobel per la pace)
Il Primo Ministro del Pakistan Nawaz Sharif ha condannato l'attentato definendolo una tragedia nazionale, e annunciando un periodo di lutto di tre giorni durante i quali la bandiera nazionale sventolerà a mezz'asta. Il Presidente del Pakistan, Mamnoon Hussain, ha condannato l'attacco, dicendo che questi attacchi codardi non possono scoraggiare il morale e la volontà della nazione. Tutti i leader dei principali partiti politici di opposizione del Paese, quali il Movimento Muttahida Qaumi, il Pakistan Tehreek-e-Insaf e il Pakistan Awami Tehrik, hanno condannato l'attacco. La studentessa e attivista per i diritti umani, premio Nobel per la pace nel 2014, Malala Yousafzai, ha condannato l'attacco, dicendo in una dichiarazione di avere il cuore spezzato per ciò che avveniva davanti agli occhi del mondo. Anche i talebani afghani hanno condannato l'attacco definendolo un atto contro l'Islam. Numerose condanne su quanto accaduto sono arrivate da tutto il mondo.